# تومي ميلر
تومي ميلر (بالإنجليزية: Tommy Miller)‏ (8 يناير 1979 المملكة المتحدة - ) هو لاعب كرة قدم بريطاني يلعب كلاعب وسط.

## روابط خارجية
- تومي ميلر على موقع قاعدة بيانات كرة القدم.إي يو (الإنجليزية)
- تومي ميلر على موقع Soccerbase.com (لاعب) (الإنجليزية)
- تومي ميلر على موقع عالم كرة القدم.نت (الإنجليزية)